# عبد الله الداودي
عبد الله بالمخلوفي  الشهير بــ عبد الله الداودي من مواليد 12 أكتوبر 1972 هو مغني شعبي مغربي في منطقة سباتة بالدار البيضاء.
سمي بــالداودي نسبة إلى قرية أولاد سيدي بن داود التي انحدر منها. يعتبر من أهم المغنيين الشعبيين بالمغرب، ويلقب أيضا بعدة أسماء فنية أبرزها عندليب الأغنية الشعبية المغربية.
وهو معروف باغنيه الراءعة خوصوصا عند السكايرية